# (211613) Christophelovis
(211613) Christophelovis est un astéroïde de la ceinture principale découvert en 2003.

## Nom
Il est nommé en l'honneur de Christophe Lovis, astrophysicien suisse ayant découvert plusieurs exoplanètes. La citation de nommage est la suivante :
« Christophe Lovis (b. 1977) is a Swiss astrophysicist. Born in Jura, he is a member of the extrasolar planet group at Geneva University. In 2006 he discovered three Neptune-class planets around the star HD 69830. »
soit en français :

« Christophe Lovis (né en 1977) est un astrophysicien suisse. Né dans le Jura, il est membre du groupe Exoplanètes à l'Université de Genève. En 2006 il a découvert trois planètes de la classe de Neptune autour de l'étoile HD 69830. »